# Burmophora angustifrons
Burmophora angustifrons är en tvåvingeart som beskrevs av Goto 1983. Burmophora angustifrons ingår i släktet Burmophora och familjen puckelflugor. Inga underarter finns listade i Catalogue of Life.